# Años 70
Los años 70 o década del 70 empezó el 1 de enero del 70 y terminó el 31 de diciembre del 79.

## Acontecimientos
- 72: Sitio de Masada.
- 74: en Hispania se publica la Malaca del emperador Domiciano para municipios hispanos.
- 79: Tito sucede a Vespasiano como emperador de Roma.
- 79: El volcán Vesubio entra en erupción arrasando ciudades como Pompeya o Herculano.
- San Anacleto sucede a San Lino como papa en el año 76.

## Personas destacadas
- Tito Flavio Vespasiano, Emperador (Vespasiano, 69-79).
- Tito Flavio Vespasiano, Emperador (Tito, 79-81).